# Колски полуостров
Ко̀лският полуостров (на руски: Кольский полуостров) е полуостров в най-северната част на Европейска Русия, част от Мурманска област. На север и североизток се мие от водите на Баренцово море, а на югоизток и юг – от водите на Бяло море. За западна граница на полуострова се приема меридионалната падина, простираща се от Колския залив, по долината на река Кола, езерото Имандра и река Нива до Кандалакшкия залив.В тези си граници има площ около 100 000 km2.
Северният му бряг е стръмен и висок, а южният – низинен и плосък. В западната му част са разположени два планински масива – Хибини и Ловозерски тундри (връх Часначор 1191 m), а в централните части, по оста му се простира вододелното възвишение Кейви (397 m)
Колският полуостров представлява североизточна покрайнина на Балтийския щит и е изграден основно от докамбрийски и долнопалеозойски кристалинни скали. В структурно отношение се дели на 4 части: Мурмански блок (по крайбрежието на Баренцово море), изграден от архайски и долнопротерозойски скали; Беломорски блок (югозападните и южни части на полуострова), изграден от архайски беломорски скали; Гранулитов пояс (на северозапад); Карелитска геосинклинална нагъната зона (в централните части) сформирана през долния и средния протерозой.
На полуострова се разработват големи находища на апатитови руди (Хибини), глинести шисти (Кейви), никел (Печенга, Мончетундра), желязна руда (Оленегорск), слюда, керамични суровини (Ена, Риколатва, Стрелна и др.), титано-магнетит, флогопит, вермикулит (Ковдор). Открити са също залежи на редки и цветни метали и редки елементи.
Климатът на полуострова, независимо от северното му положение е относително мек вследствие на смекчаващото влияние на топлото морско атлантическо течение Гълфстрийм. Средна януарска температура от –8 °C по северното крайбрежие до –13 °C в централните части, а средна юлска – съответно от 8 °C до 14 °C. Има множество бурни и бързи реки, притежаващи големи хидроенергийни запаси. Най.значимите от тях са: Поной, Варзуга и Умба (басейна на Бяло море), Териберка, Вороня и Йоканга (басейна на Беренцово море). От хилядите езера се открояват Имандра, Умбозеро, Ловозеро и др. На север растителността е тундрова, а на юг – лесотундра и иглолистни гори (бор и смърч).